# Phaeostalagmus peregrinus
Phaeostalagmus peregrinus är en svampart som beskrevs av Minter & Hol.-Jech. 1981. Phaeostalagmus peregrinus ingår i släktet Phaeostalagmus och familjen Chaetosphaeriaceae.   Inga underarter finns listade i Catalogue of Life.